# Inocybe griseolilacina
Inocybe gris lilas
Espèce
Inocybe griseolilacina, l'Inocybe gris-lilas, est une  espèce de champignons agaricomycètes de la famille des Inocybaceae.

## Comestibilité
L'Inocybe gris lilas est toxique.